# Chrysops renjifoi
Chrysops renjifoi är en tvåvingeart som beskrevs av Joseph Charles Bequaert 1946. Chrysops renjifoi ingår i släktet Chrysops och familjen bromsar. Inga underarter finns listade i Catalogue of Life.